# Café américain (Moulins)
Le café américain est situé à Moulins (France).

## Localisation
Le café est situé sur la commune de Moulins, dans le département de l'Allier, en région Auvergne-Rhône-Alpes.

## Description
Exemple de décor moulinois Art nouveau, le café ne conserve sa façade de 1905 avec son décor de bois sculpté, de verre gravé et l'écriture Belle Époque. La façade est divisée en cinq parties de grandeur égale, et encadrée de deux panneaux de chêne moulurés. Deux panneaux de verre, dépoli jusqu'à mi hauteur, leur font suite. Les deux panneaux qui encadrent la porte comportent les courbes caractéristiques du style 1900, trait accentué par les fleurs sculptées en relief dans le bois.

## Historique
Le café est inscrit partiellement au titre des monuments historiques par arrêté du 22 février 1978.

## Galerie

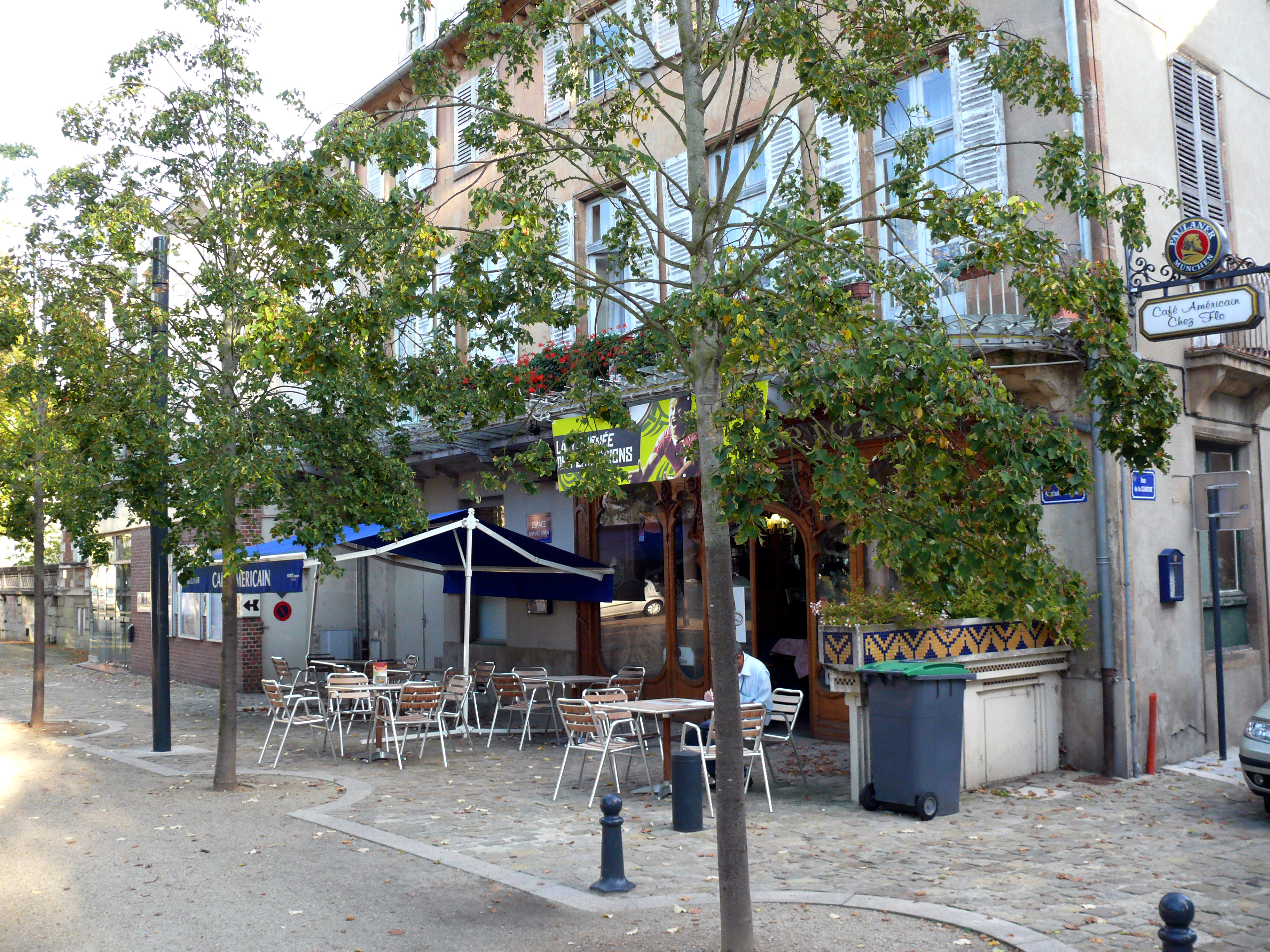
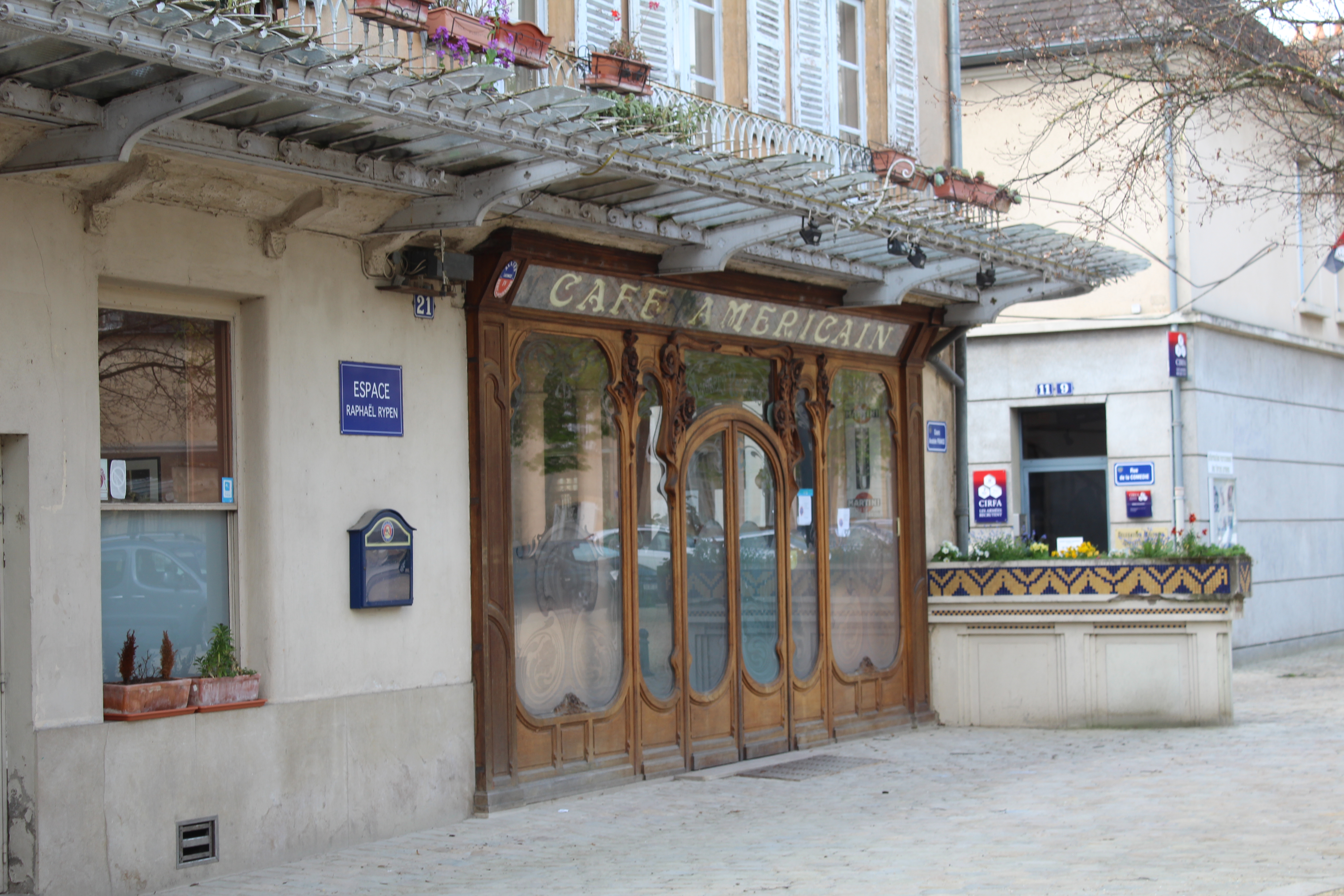
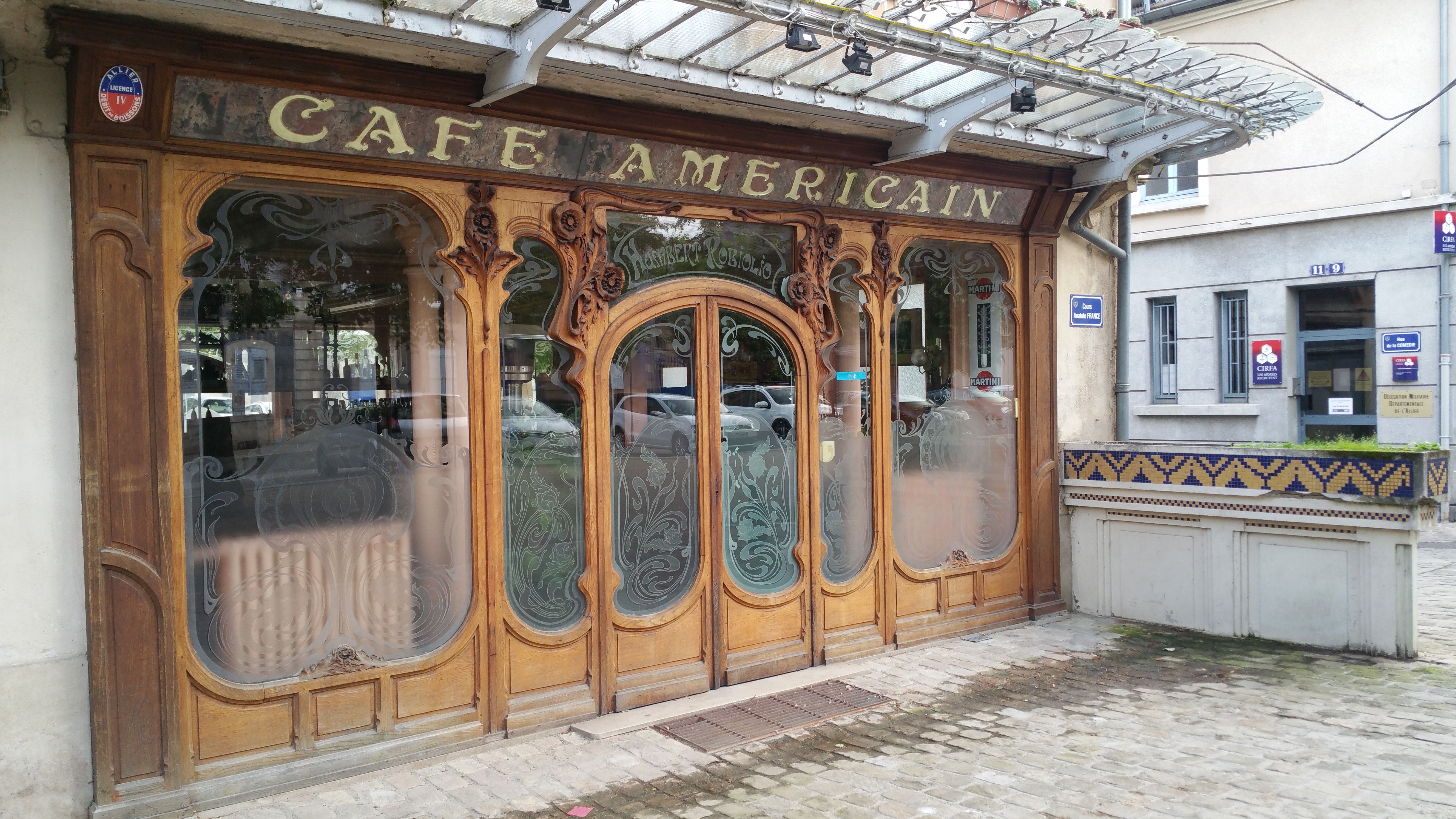

## Protection
Élément protégé : la façade